# Screaming
Screaming (din engleză – „țipând”), în domeniul muzical, este o tehnică vocală folosită foarte des în muzica punk rock, metal și screamo. De obicei este o formă mai zgomotoasă decât o formă normală și înaltă a cântatului, sau o formă normală și joasă. În ambele cazuri vocalistul încearcă să îl facă să sune ca un fel de mârâit al unei bestii. Din acest motiv, un țipăt jos este numit un death growl.
Forme mai experimentale ale screaming-ului se folosesc în rock alternativ și în muzica emo. Aceste genuri folosesc țipete ascuțite care au un ton emoțional. Formația Thursday este un bun exemplu.
Screaming-ul este popular în genurile: screamo, post-hardcore, hardcore punk, heavy metal, și multe altele.